# Quartesana
Quartesana è una frazione di Ferrara di 1 053 abitanti, facente parte della Circoscrizione 4.
Il territorio abitato dista dalla città circa 11 chilometri e si sviluppa fra la frazione di Cona e il comune di Masi Torello.

## Storia e descrizione
Le notizie sulla frazione si fanno risalire al 1106 quando in una bolla di Papa Pasquale II si fa riferimento a Massa Quartigiana ovvero un territorio particolarmente redditizio il quale cedeva un quarto del proprio prodotto annuo allo Stato della Chiesa. 
Fra i monumenti si ricorda la chiesa di San Giorgio Martire  del 1186 fatta costruire dal vescovo Teobaldo di Ferrara; numerose sono le ville e i palazzi signorili ubicati nel territorio le quali sono Casa Pistani, Palazzo Strozzi, Villa Zanardi, Casa dei Bottoni, Villa dei Camaioli, Casa Tonda e Villa dei Baiesi.
La frazione è situata nei pressi dell'Autostrada Ferrara-Porto Garibaldi e della via Pomposa. È anche dotata di una stazione ferroviaria sulla linea ferrovia Ferrara-Codigoro. Fra il 1901 e il 1931 la località era servita da un analogo impianto posto sulla tranvia Ferrara-Codigoro.
Alla frazione è legato il nome di Italo Balbo, il quale vi nacque nel 1896.